# Bahn-Landwirtschaft
Die Bahn-Landwirtschaft (BLw) ist eine betriebliche Sozialeinrichtung der Deutschen Bahn und des Bundeseisenbahnvermögens. Sie ist der Hauptverband, der eigenständigen Bezirken Flächen für die Verpachtung von Kleingärten zur Verfügung stellt.
Das Sozialwerk der Deutsche Bahn AG und deren Nachfolgeorganisation, das Bundeseisenbahnvermögen, ist im Besitz von Flächen, die, meist in direkter Bahnumgebung gelegen, nicht für den Bahnbetrieb benötigt werden. Diese Flächen werden durch die Bezirke an kleingärtnerisch Interessierte verpachtet.

## Geschichte
Ab der zweiten Hälfte des 19. Jahrhunderts wurden die für den Bahnbau nötigen Grundstücke erworben, aber nicht gänzlich durch die Bahnverwaltungen verwertet. Die ungenutzten Flächen rechts und links der Gleise wurden, zunächst durch die Bahnverwaltungen nur geduldet, von den Bahnangestellten als Gartenflächen genutzt und bebaut. Später wurden die Flächen in reguläre Pachtflächen umgewandelt.

## Gliederung
Der eingetragene Verein Bahn-Landwirtschaft gliederte sich in ursprünglich 16 und heute nur noch 14 Bezirke. Hauptverband und Bezirke sind rechtlich selbständige Vereine, wobei die Bezirke Mitglieder des Hauptverbandes sind. Die Kleingartenpächter sind Vereinsmitglieder der Bezirke.
Die Bezirke gliedern sich in rechtlich nicht eigenständige Unterbezirke auf. Die Nicht-Eigenständigkeit ergibt sich aus der Satzung der Bezirke, in der die Kleingartenkolonien ermuntert werden, einen Unterbezirksvorstand zu wählen. Der ehrenamtliche Untervorstand organisiert alle Belange des Unterbezirks. Durch diese Konstruktion des „Vereins im Verein“ ist eine eigenverantwortliche Regelung des Kleingartenwesens (z. B. Neuverpachtung, Verwaltung der Einnahmen und Ausgaben) vor Ort möglich.

## Publikation
- Eisenbahn-Landwirt, monatliche Fachzeitschrift für Mitglieder der Bahn-Landwirtschaft.
- Wolfgang Kunz, Für den Menschen, Chronik der Bahn-Landwirtschaft, 1910–2010, 2010